# Crepidomanes aphlebioides
Crepidomanes aphlebioides är en hinnbräkenväxtart som först beskrevs av Christ, och fick sitt nu gällande namn av Ian Mark Turner. Crepidomanes aphlebioides ingår i släktet Crepidomanes och familjen Hymenophyllaceae. Inga underarter finns listade.